# عدنان الشرقي
{{صندوق معلومات سيرة كرة قدم
| صورة = Adnan Al Sharqi Lebanon, 1966 (cropped).jpg
عدنان حسين مكداش (15 نوفمبر 1941 - 1 يونيو 2021)، المعروف باسم عدنان الشرقي، هو لاعب ومدرب لكرة القدم لبناني.
بعد أن قاد الأنصار إلى الدوري اللبناني الممتاز لأول مرة كلاعب ومدرب، درب النادي بين عامي 1967 و2000، وخلال موسم 2004–05. فاز بـ 11 لقب دوري على التوالي، ليصبح أول مدرب يفوز بأكبر عدد من ألقاب الدوري. كما درب منتخب لبنان في فترات مختلفة امتدت بين عامي 1974 و2008.

## النشأة
ولد في 15 نوفمبر 1941 في بيروت، نشأ في منطقة الطريق الجديدة. كان يلعب كرة القدم مع أصدقائه في التلال والحقول بالمنطقة.

## مهنة النادي
انضم إلى الأنصار وعمره 10 سنوات؛ حصلوا على ترخيصهم الرسمي عام 1954 ولعب لفريق الشباب. في عام 1957 لعب أول مباراة له مع فريق الأنصار بعمر 15 عامًا ضد ماسيس في دوري الدرجة الثانية، وأصبح لاعبًا في الفريق الأول في العام التالي.
في عام 1965، كان من المقرر أن ينضم إلى الصفاء، لكنه انضم إلى نادي النجمة. لعب أربع مباريات فقط، مباراتين وديتين ومباراتين رسميتين. في عام 1965 انتقل إلى القاهرة بمصر لدراسة التربية الرياضية في جامعة حلوان. وأُجبر على العودة إلى بيروت بعد عام واحد بعد وفاة والده.
في النصف الأول من موسم 1966–67 لعب مع نادي السلام الأشرفية. ترك النادي في يناير 1967، وانتقل إلى النادي الأولمبي في الإسكندرية لفترة قصيرة. عاد إلى الأنصار في دوري الدرجة الثانية كلاعب ومدرب قبل نهاية الموسم، وقادهم إلى الصعود إلى الدوري اللبناني الممتاز لأول مرة. بقي في الأنصار كلاعب ومدرب في سنواتهم الأولى في الدوري الممتاز، واعتزل كلاعب في عام 1975.

## مهنة دولية
لعب لأول مرة مع منتخب لبنان في دورة ألعاب البحر الأبيض المتوسط عام 1963 التي أقيمت في إيطاليا. وكان أول لاعب كرة قدم يلعب في دوري الدرجة الثانية يتم استدعاؤه للمنتخب الوطني. كما مثل لبنان في كأس العرب 1966، وسجل هدفين ضد الكويت في 5 أبريل 1966.

## مهنة إدارية
درب الأنصار بين عامي 1967 و2000، وخلال موسم 2004–05. فاز بـ 11 لقب دوري على التوالي، ليصبح أول مدرب يفوز بأكبر عدد من ألقاب الدوري على التوالي في العالم. كما فاز بثمانية ألقاب كؤوس، بالإضافة إلى العديد من الكؤوس المحلية الأخرى. حصل على لقب مدرب الشهر في آسيا لشهر يوليو 1995.
كما درب منتخب لبنان في فترات مختلفة امتدت بين عامي 1974 و2008 لمدة 11 عاماً. كان مدربًا للبنان في تصفيات لكأس العالم عام 1993. وبعد فوزين وخسارتين وأربعة تعادلات، احتل لبنان المركز الثالث في مجموعته وخرج.

## الحياة الشخصية
ساعد منير، شقيقه، نادي الأنصار في الحصول على الترخيص الرسمي عام 1954، حيث عمل كمدير للنادي. وكان شقيقه خليل مسؤولاً عن المعدات الفنية في نادي النهضة. لقب بـ "الشرقي" نسبة إلى اسم شقيقه منير الذي يحمل نفس اللقب.
متزوج وله ولدان: ولد وبنت.

## وفاته
في 1 يونيو 2021، بعد أن أمضى 45 يومًا في المستشفى العسكري في بيروت، توفي بعد صراع مع مرض السرطان. أقيمت جنازته في 2 يونيو في الملعب البلدي في بيروت، ملعب الأنصار، وحضرها حشد كبير من مشجعي الأنصار.

## الإحصائيات المهنية

### دولية
| ت | تاريخ         | مكان                                       | الخصم         | نتيجة | الحصيلة | مسابقة                                | مراجع  |
| - | ------------- | ------------------------------------------ | ------------- | ----- | ------- | ------------------------------------- | ------ |
| 1 | 3 أبريل 1966  | ملعب الكشافة، بغداد، العراق                | البحرين       | -     | 6-1     | كأس العرب 1966                        |        |
| 2 | 5 أبريل 1966  | ملعب الكشافة، بغداد، العراق                | الأردن        | -     | 2-1     | كأس العرب 1966                        |        |
| 3 | 6 أبريل 1966  | ملعب الكشافة، بغداد، العراق                | الكويت        | 1–0   | 2-1     | كأس العرب 1966                        | [ 22 ] |
| 4 | 6 أبريل 1966  | ملعب الكشافة، بغداد، العراق                | الكويت        | -     | 2-1     | كأس العرب 1966                        | [ 22 ] |
| 5 | 10 أبريل 1966 | ملعب الكشافة، بغداد، العراق                | ليبيا         | -     | 1-6     | كأس العرب 1966                        |        |
| 6 | 5 يونيو 1966  | ملعب ليوبولد سيدار سنغور ، داكار ، السنغال | السنغال       | -     | 3-2     | ودية                                  |        |
| 7 | 5 يونيو 1966  | ملعب ليوبولد سيدار سنغور ، داكار ، السنغال | السنغال       | -     | 3-2     | ودية                                  |        |
| 8 | 6 أكتوبر 1967 | استاد طوكيو الوطني ، طوكيو، اليابان        | الفلبين       | -     | 11-1    | تصفيات الألعاب الأولمبية الصيفية 1963 |        |
| 9 | 9 أكتوبر 1967 | استاد طوكيو الوطني، طوكيو، اليابان         | جمهورية الصين | -     | 5-2     | تصفيات الألعاب الأولمبية الصيفية 1963 |        |

## الإنجازات

### لاعب
الأنصار
- تصفيات دوري الدرجة الثانية اللبناني : 1966–67

### مدير
الأنصار
- الدوري اللبناني الممتاز : 1987–88 ، 1989–90 ، 1990–91 ، 1991–92 ، 1992–93 ، 1993–94، 1994–95 ، 1995–96 ، 1996–97 ، 1997–98 ، 1998–99
- دوري الدرجة الثانية: 1966–67
- كأس الاتحاد: 1987–88، 1989–90، 1990–91، 1991–92، 1993–94، 1994–95، 1995–96، 1998–99
- كأس النخبة: 1997
- كأس الاتحاد: 1999
- كأس السوبر: 1996، 1997، 1998، 1999

فردي
- مدرب كرة قدم: 11 لقب.[5][14]
- مدرب الشهر في آسيا: يوليو 1995.[2][23]
- أفضل مدرب في الدوري اللبناني الممتاز: 1996–97،[24] 1997–98،[25] 1998–99،[26] 2004–05.[27]

## روابط خارجية
- عدنان الشرقي على موقع أف آي لبنان (FA Lebanon)